# Venceslao (Händel)
Venceslao (HWV A4) ist ein Dramma per musica in drei Akten und ein 1731 von Georg Friedrich Händel in London aufgeführtes Pasticcio nach dem Libretto Venceslao von Apostolo Zeno.

## Entstehung
Am Ende der ersten Spielzeit von Händels zweiter Opernakademie, im Sommer 1730, wurde deutlich, dass der Altkastrat Antonio Bernacchi die durch Senesinos Abwesenheit gerissene Lücke – er war nach Auflösung der ersten Opernakademie nach Italien zurückgekehrt – nicht zu füllen vermochte. So sah Händel sich gezwungen, für die nächste Spielzeit die Verhandlungen mit seinem früheren Star wieder aufzunehmen. Als Vermittler traten dabei Francis Colman, britischer Gesandter in Florenz, und Owen Swiney, der sich 1713 aus England abgesetzt hatte und nun in Italien lebte, auf. In einem Brief vom 19. Juni beauftragt Händel Colman, auch einen Sopran zu engagieren, der

« […] proposer fasse le Role d’home aussi bien que celuy de Feme. »

„[…] ebenso gut Männer- wie Frauenrollen geben muss.“

Er bittet Colman auch

« […] prier de nouveau qu’il ne soit pas fait mention dans les Contracts du premier, second, ou troisieme Rolle, puisque cela nous géne dans le choix du Drama, et est d’ailleurs sujet a de grands inconveniens. »

„[…] erneut, dass in den Verträgen keine Erwähnung erster, zweiter oder dritter Rollen geschieht, da uns dies in der Wahl der Stücke behindert und überdies Ursache großer Unannehmlichkeit ist.“

Am 18. Juli schrieb Swiney aus Bologna an Colman in Florenz:

“I AM favoured wth yrs of ye 15th instant, & shall Endeavr to observe punctually wt you write about. I find yt Senesino or Carestini are dersired at 1200 Gs each, if they are to be had; Im’e sure that Carestini is Engaged at Milan, & has been so, for many Months past: and I hear yt Senesino, is Engaged for ye ensuing Carnival at Rome.
If Senesino is at liberty (& will accept ye offer) then the affair is adjusted if Sigra Barbara Pisani accepts the offer I made her, which I really believe she will.
If we can neither get Senesino, nor Carestini, then Mr Handel desires to have a man (Soprano) & a woman contrealt, & yt The [sic] price (for both) must not exceed one Thousand or Eleven hundred Guineas, & that the persons must sett out for London ye latter end of Augt or beginning of Septembr, and yt no Engagemt must be Made wth one witht a certainty of getting the other.
Several of the persons recomended to Mr Handel (whose names he repeats in ye letters I received from him this Morning) are I think exceedingly indifferent, & Im’e persuaded wou’d never doe in England: & I think shou’d never be pitch’d on, till nobody else can be had.
I have heard a Lad here, of abt 19 years old, wth a very good soprano voice (& of whom there are vast hopes) who Im’e persuaded, would do very well in London, and much better than any of those mentioned in Mr Handel’s letter who are not already engaged in case you cannot get Senesino. […]
Having not time to answer Mr. Handel’s Letter, this day, I hope you will be so good as to let him know yt I shall Endeavr to serve him to the utmost of my power, & yt I shall do nothing but wt shall be concerted by you.”

„Ich habe Ihren Brief vom 15. dieses Monats dankend erhalten und werde bemüht sein, mich genau an das zu halten, was Sie schreiben. Ich habe gehört, dass für Senesino und Carestini je 1200 Guinees geboten werden, wenn sie überhaupt frei sind. Ich weiß sicher, dass Carestini ein Engagement in Mailand hat, und das bereits seit vielen Monaten, und ich höre, dass Senesino für den nächsten Karneval in Rom verpflichtet ist.
Wenn Senesino frei ist (und mein Angebot annimmt) ist das Geschäft abgeschlossen, sofern auch Signora Barbara Pisani mein Angebot annimmt, was ich für wahrscheinlich halte.
Wenn wir weder Senesino noch Carestini gewinnen können, dann wünscht Mr. Händel das Engagement eines Mannes (Sopran) und einer Frau; die Gage (für beide) soll tausend oder elfhundert Guinees nicht übersteigen, und die Personen sollen nicht nach Ende August oder Anfang September nach London aufbrechen, und es soll nicht einer engagiert werden, solang der Vertrag mit dem anderen noch nicht gesichert ist.
Einige der Mr. Händel empfohlenen Personen (deren Namen er in seinem Brief zitiert) sind, so meine ich, ausgesprochen uninteressant und würden in England niemals Anklang finden; ich meine, man sollte sich auf keinen Fall für sie entscheiden, solange es noch andere Möglichkeiten gibt.
Ich habe von einem jungen Mann gehört, etwa 19 Jahre alt, der einen sehr guten Sopran besitzt (und auf den große Hoffnungen gesetzt werden); ich bin davon überzeugt, dass er in London sehr erfolgreich wäre; weit mehr als alle, die Mr. Händel in seinem Brief erwähnt und die noch nicht engagiert sind, für den Fall, dass Sie Senesino nicht bekommen. […]
Da ich heute keine Zeit habe, Mr. Händels Brief zu beantworten, hoffe ich, Sie werden so freundlich sein, ihn wissen zu lassen, dass ich mich bemühe, ihm mit allem, was in meiner Macht steht, behilflich zu sein; dass ich nichts unternehmen werde, was nicht mit Ihnen abgesprochen ist.“

Das Ende vom Lied war, dass Senesino seinen Vorteil nutzte und ein Angebot über 1400 Guineen annahm – dies ging weit über die veranschlagte Summe hinaus und bedeutete für Händel ein beträchtliches Risiko; denn da diese Summe nicht mehr durch den Vorstand gedeckt war, war er nun vom Publikum abhängig. Mitte Oktober berichtete Händel Colman:

« Monsieur, Je viens de recevoir l’ honneur de Votre Lettre du 22 du passeé N. S. par la quelle je vois les Raisons qui Vous ont determiné d’engager Sr Sinesino sur le pied de quatorze cent ghinées, a quoy nous acquiesçons, et je Vtres humbles Remerciments des peines que Vous avez bien voulu prendre dans cette affaire[.] Le dit Sr Sinesino est arrivé icy il y a 12 jour et je n’ai pas manqué sur la presentation de Votre Lettre de Luy payer a comple de son sâlaire les cent ghinées que Vous Luy aviez promis. »

„Geehrter Herr, ich habe die Ehre, soeben Ihren Brief vom 22. [NS] vom vorigen Monat zu erhalten, aus dem ich die Gründe ersah, die Sie bestimmt haben, Herrn Senesino mit vierzehnhundert Guineen zu engagieren, wozu wir unsere Zustimmung erteilen. Ich entbiete Ihnen meinen ergebensten Dank für die Bemühungen, die Sie sich in dieser Angelegenheit gemacht haben. Der besagte Herr Senesino ist hier vor 12 Tagen angekommen und ich habe nicht verfehlt ihm nach Vorlage Ihres Briefes 100 Guineen à conto seiner Gage zu zahlen, die Sie ihm versprochen hatten.“

Am 3. November wurde die neue Spielzeit mit einer Wiederaufnahme von Scipione eröffnet, und “Senesino being return’d charm’d much.” („Opera Register“, London, 3. November 1730, deutsch: „Der zurückgekehrte Senesino verzauberte alle.“)
Doch das Jahr sollte für Händel traurig enden: am 16. Dezember starb seine Mutter. Zu der Zeit arbeitete Händel an seiner Oper Poro, die er im September begonnen hatte. Doch zunächst stellte er in bewährter Weise ein Pasticcio mit Musik einiger „moderner“ Komponisten zusammen, wie schon 1725 Elpidia und ein Jahr zuvor Ormisda. Dies befriedigte einerseits das immer ausgeprägter werdende Verlangen des Londoner Publikums nach Werken im neuen leichten, neapolitanischen Stil, andererseits verschaffte es Händel etwas Luft zum Komponieren seiner eigenen Werke.
Venceslao wurde am 26. April 2019 von der Opera Settecento unter Leo Duarte konzertant beim London Handel Festival und am 16. Juni 2019 bei den Händel-Festspielen in Halle an der Saale aufgeführt.

## Libretto
Das Libretto ist eine Adaption von Apostolo Zenos Venceslao und gehört in dessen frühe Schaffenszeit. Es ist das elfte der erhaltenen Operntextbücher des Dichters. Venceslao wurde mehrmals vertont. Der Beleg der ältesten Musikfassung ist aus dem Jahre 1703 für das Teatro San Giovanni Grisostomo in Venedig, komponiert von Carlo Francesco Pollarolo. Die zweite Vertonung des Librettos stammt aus dem Jahr 1716, ihr Autor war ein Schüler des berühmten Francesco Provenzale, der aus Neapel gebürtige Francesco Mancini. Das dazugehörige Textbuch wurde in den 1970er Jahren wiederentdeckt, die Musik blieb jedoch verschollen. Nach dem Libretto zu schließen, handelt es sich dabei um eine geringfügig gekürzte Fassung, die das dramatische Geschehen stärker betonte als die Oper Pollarolos.
Schon 1717 lief ein Venceslao in London. Da die Musik dieser Aufführungen verloren ist, ist unklar, wer deren Komponist war. Zwischen 1720 und 1730 wurde das Libretto etwa zehn Mal für verschiedene Produktionen in Italien benutzt. Eine davon, 1724 in Parma aufgeführt, wurde von Giovanni Maria Capelli vertont. Die Textfassung dieser Produktion diente Händel als Vorlage für sein Pasticcio. Dabei hatte er (oder sein Librettist) die ursprünglich fünfaktige Anlage der Originalfassung in drei Akte angepasst. Da Händel nur fünf Sänger zur Verfügung hatte, musste der Bassist Giovanni Giuseppe Commano, welcher für den Deutschen Johann Gottfried Riemschneider ins Ensemble gerückt war, zwei Rollen singen: sowohl Alessandro als auch Gismondo (beide haben nur Rezitative). Alessandro wird in der siebten Szene des ersten Aktes ermordet, und so konnte Commano auch den erst in der zehnten Szene erstmals auftretenden Gismondo darstellen.
Venceslao stammt mit ziemlicher Sicherheit, ebenso wie die vorigen Pasticci der Royal Academy, L’Elpidia und Ormisda, aus einer „Sendung“ des Theatermanagers Owen Swiney von Ende 1725 aus Venedig, der offenbar den Auftrag hatte, die Londoner Bühne mit Stoff aus den italienischen Opernmetropolen zu versorgen. Swineys Briefe machen deutlich, dass er eine vollständige Partitur geschickt und das Pasticcio selbst geplant hatte. Möglicherweise war dies auf der Grundlage von Capellis Vertonung geschehen, die ja ganz aktuell war und in der Faustina Bordoni die Lucinda gesungen hatte. Die gleiche Rolle wäre ihr in London auch zugefallen. Aber es kam zunächst nicht dazu, dass Venceslao in den Spielplan aufgenommen wurde. Als aber Händel und Johann Jacob Heidegger im Jahr 1729 die zweite Opernakademie gründeten, planten sie, die Oper im Frühjahr 1730, nach dem Ormisda, mit Antonio Bernacchi als Casimiro auf die Bühne zu bringen. Aber der große Erfolg des Ormisda war der Grund dafür, dass dieses Vorhaben auf die nächste Spielzeit verschoben wurde, als der zurückgekehrte Senesino vom enttäuschenden Bernacchi seinen Platz wieder einnahm.
Von Händels Aufführungen sind die Direktionspartitur („Handexemplar“), die Cembalostimme, das gedruckte Textbuch sowie sieben bei John Walsh 1731 gedruckte „Favourite Songs“ überliefert. Obwohl das Libretto nicht wie sonst die Namen der Sänger erwähnt, kann dies jedoch rekonstruiert werden:
Besetzung der Uraufführung
- Venceslao – Annibale Pio Fabri, genannt „Balino“ (Tenor)
- Casimiro – Francesco Bernardi, genannt „Senesino“ (Mezzosoprankastrat)
- Alessandro – Giovanni Giuseppe Commano (Bass)
- Lucinda – Antonia Margherita Merighi (Alt)
- Erenice – Anna Maria Strada del Pò (Sopran)
- Ernando – Francesca Bertolli (Alt)
- Gismondo – Giovanni Giuseppe Commano (Bass)

Nach einer Notiz im „Opera Register“, jenem fälschlicherweise dem Diplomaten Francis Colman zugeschriebenen Operntagebuch, zwischen 1712 und 1734 zu urteilen, fiel das Stück durch: “Veneslaus New Opera – did not take.” („Opera Register“, London, Februar 1731, deutsch: „Wenzel, eine neue Oper – wurde nicht angenommen.“). Venceslao hatte bis zum 23. Januar nur vier Aufführungen.
Zenos Libretto gründet sich auf Jean Rotrous Venceslas (1647), welcher wiederum in Francisco de Rojas Zorrillas No ay ser padre siendo rey (ca. 1645) seine Vorlage hat. Zeno, der Vorgänger Pietro Metastasios im Amt eines kaiserlichen Hofdichters Karls VI., war mit der dramatischen Literatur Frankreichs sehr vertraut und entlehnte ihr nicht wenige Stoffe für seine Opern. Er äußert sich diesmal im „Argomento“ aufrichtiger als zuvor im Ormisda dazu, dass es eine Bearbeitung von Rotrous Venceslas ist:

“So che il medesimo (sogetto), verso la metà del secolo andato fu esposto in una tragedia sopra la scene francesi dal Signor Rotrou, che al suo tempo fu in riputazione d’insigne scrittore.”

„Ich weiß, dass das gleiche (Thema) Mitte des Jahrhunderts von Mr. Rotrou in einer Tragödie auf einer französischen Bühne aufgeführt wurde, die seinem Dichter einen ausgezeichneten Ruf verschaffte.“

## Handlung

### Historischer und literarischer Hintergrund
Apostolo Zenos Opernlibretto Venceslao basiert, wie im Vorwort des Librettos angegeben, auf dem französischen Theaterstück Venceslas von Jean Rotrous. Außerdem erwähnt Zeno Einflüsse von Corneille. Als Übersetzer nennt er einen „edlen und gelehrten Herrn“ („nobilissimo e dottissimo Cavaliere“), der aus Bescheidenheit nicht genannt werde. Vermutlich handelt es sich um Zeno selbst. Die Personen der Handlung sind erfunden. Gelegentlich wird als historische Vorlage für die Titelfigur der böhmische König Wenzel II. (1271–1305) genannt. Dessen Leben hat jedoch nichts mit der Handlung zu tun. Zeno selbst bezog sich nachträglich auf den von 1569 bis 1795 bestehenden Unionsstaat Polen-Litauen und die gegen Polen gerichteten Kämpfe der Kosaken, Schweden und Moskowiter im 17. Jahrhundert. Als historische Modelle für Venceslao und Casimiro könnten ihm Władysław IV. Wasa (1595–1648) und dessen Halbbruder Johann II. Kasimir (1609–1672) gedient haben.
Zeno ist mit den Personen in Rotrous Tragödie sehr frei umgesprungen. So etwa heißt Venceslaos Sohn Casimiro bei Rotrou noch Ladislav. Im Weiteren gibt Zeno in seiner Vorrede einige Erläuterungen, die sich auf dramatische Neuerungen beziehen. So sei beispielsweise Lucinda entgegen den historischen Tatsachen Königin von Litauen, obwohl sie als Großfürstin aufzutreten habe. Auch verteidigt Zeno die Wendung, der zufolge Casimiro noch zu Lebzeiten König Venceslaos zum polnischen König gekrönt wird. Auch hierbei handelt es sich um eine Fabel. Zenos Casimiro ist ein echter tragischer Held, er sehnt sich nach Läuterung, um sie trotzdem nicht zu erreichen. So nimmt seine Gestalt fast titanische Züge an. Der stolze Verbrecher auf dem Weg zum unerreichbaren Guten – fürwahr eine dankbare Bühnenfigur mit den typisch barocken Akzenten einer Art romantischer Prägung. Die weiteren Gestalten dieses Librettos sind frei erfunden. Dies gilt auch für Lucinda, obwohl sich Zeno gerade in ihrem Fall auf das Studium historischer Quellen beruft.

### Argomento
„Venceslao, König in Polen hatte zween Söhne Casimiro und Alessandro. Der erste war von Natur stolz, wütend und unkeusch, der andere gütig und sanfftmüthig. Beyde verliebten sich, wiewol mit einem gantz ungleichem Vorsatz, in Erenice, eine, von den uhralten Polnischen Königen herstammende Fürstin. Casimiro liebte sie auß Wollust, Alessander aber umb sie zu heyrathen. Jener trug keinen Scheu den gantzen Hof seine Liebe wissen zu lassen, diser hingegen, weilen ihm die gewaltsame Gemüths-Arth seines Bruders bekant war, verbarg solche gegen jederman, außgenommen gegen seiner geliebten erenice, und seinem Freund Ernando, einem Feld-Herren und Günstling deß Königs. Ja über das, weilen er die Wuth deß Casimiro fürchtete, bathe er diesen seinen Freund, daß er sich in die Erenice verliebt stellen mögte, damit er durch dessen Vermittlung mit mehrer Sicherheit mit der Fürstin seiner neigung halber reden könte. Ein solches that Ernando zum Pfand der Freundschaft, ob ihm schon solches hernach, wegen der Liebe, so er selber zu der Erenice empfande, theuer zu stehen kame. Die Sache lieff dahin auß, daß Casimiro glaubte, daß Ernando und nicht Alessandro sein Mitwerber seye. Und von diser seiner irrigen Meynung, entstehet der vornehmste Knoten dieses Schau-Spiels. Der, durch die Hand seines Brudern, erfolgte Tod des Alessandro, die Anklage, so Erenice deßwegen gethan, die Verurtheilung, und förmliche Crönung deß Casimiro, welche vorgestellet werden, sind auß eben derselben Geschicht gezogen, worauß der übrige Inhalt genommen ist. Die Liebes-Händel deß Casimiro mit der Lucinda, Groß-Fürstin in Lithauen, welche auß erheblichen Ursachen als eine Königin vorgestellet wird, sind nur blosse Erdichtungen.
Der Schau-Platz ist in Crakau, Haupt-Stadt in Polen.“

## Musik
Die im Januar 1731 unter Händels Leitung zur Aufführung gekommene Version des Venceslao hatte nur noch entfernt Ähnlichkeit mit der von Swiney vorbereiteten Oper. Nur ein paar Nummern haben den Übergang von Swineys in Händels Partitur geschafft, wie etwa die Ouvertüre aus Antonio Lottis Alessandro Severo (Venedig, 1717) und zwei Chöre aus Giuseppe Maria Orlandinis Antigona (Venedig, 1718). Die Rezitative wurden zu einem stark gekürzten Text, der wahrscheinlich von Giacomo Rossi überarbeitet wurde, neu komponiert. Diese sind stilistisch sehr vergleichbar mit denen im Ormisda und können kaum von Händel sein. Wie dort auch, so haben auch hier die Sänger entscheidenden Anteil an der Auswahl der Arien gehabt. Reinhard Strohm identifizierte die meisten davon als Arien aus Opern von Geminiano Giacomelli, Johann Adolf Hasse, Nicola Porpora, Giovanni Porta, Leonardo Vinci, Lotti und Orlandini. Es ist anzunehmen, dass der Impresario Heidegger einen größeren Anteil am Entstehen der Pasticci Ormisda und Venceslao hatte als Händel selbst. Dass Händel im Besitz der Direktionspartitur und der Cembalostimme war, bedeutet wohl, dass er die Leitung der Aufführungen innehatte. Nur an wenigen Stellen der Manuskripte kann man Änderungen von seiner Hand in Form von Bleistiftnotizen vermuten. Ansonsten gibt es keine Hinweise darauf, dass er mit dem Pasticcio Venceslao mehr zu tun hatte, als seine Aufführungen geleitet zu haben.
Es ist unsicher, ob Händel eine komplette Kopie der Partitur Capellis vorlag oder nur das Librettobuch. Nur eine Arie Capellis (Del caro sposo, Nr. 27) hat den Weg von der direkten Vorlage in Händels Bearbeitung geschafft (mit allerdings völlig verändertem Charakter), diese könnte aber auch als isolierter Auszug in London bekannt gewesen sein. Zwei weitere Arien von Capelli waren bereits in Elpidia erklungen und dort vom Kastraten Andrea Pacini beigetragen worden: Qual senza Stella und Vado costante a morte (Nr. 20). Erstere war für die Aufführungen vom Venceslao zunächst geplant und wurde dann fallen gelassen, letztere scheint im letzten Moment eingefügt worden zu sein. Mehrere andere Arientexte aus dem Textbuch von Zeno/Capelli wurden mit neuer Musik ausgestattet und auch teilweise parodiert. Zwei weitere Arien (Nel seren di quel sembiante, Nr. 12, und Balenar con giusta legge, Nr. 26) und zwei Accompagnato-Rezitative stammen aus einer anderen Produktion des Venceslao, wahrscheinlich dem Pasticcio, welches im Jahre 1722 am Teatro San Giovanni Grisostomo in Venedig gegeben und in dem die fünf Hauptrollen von den gleichen Stimmen wie in Händels Version vorgetragen wurden. Es ist auch nicht ausgeschlossen, dass Händel auf die nicht überlieferte 1717er Londoner Version zurückgegriffen hat. Seine Instrumentation des Accompagnatos Correte a rivi (Nr. 22), mit zwei obligaten Fagotten, deutet jedenfalls auf ein früheres Londoner Modell hin. Der Ursprung der Sinfonia (Ouvertüre, von welcher der letzte Satz allerdings von Händel sein könnte), des Chores und der Secco-Rezitative ist unklar, obwohl Händel letztere sicherlich in Anbetracht der erheblichen Textveränderungen durch die Reduktion des Dramas von fünf auf drei Akte erheblich umarbeiten musste. Wie schon in den Fällen von Elpidia und Ormisda fehlt aber ein Beweis dafür, weil sowohl Direktionspartitur als auch Cembalostimme fast vollständig das Werk eines Kopisten sind. Aus dem gleichen Grund ist es auch nicht immer nachvollziehbar, was geplant und was später hinzugefügt wurde. Beide Quellen unterscheiden sich kaum voneinander und sind etwa gleichzeitig geschrieben worden. Es gibt auch fast keine Unterschiede zum gedruckten Libretto, das üblicherweise erst kurz vor der Aufführung gedruckt wurde. Dennoch kann man einigermaßen rekonstruieren, welche Arien von vornherein vorgesehen waren und welche während der Proben hinzugefügt wurden. So zum Beispiel wurde Hasses Arie Lascia cadermi in volto (Nr. 14, aus Artaserse, Venedig 1730) im zweiten Akt später für Maria Strada hinzugefügt, während Capellis nachfolgende, Del caro sposo in G-Dur, in den dritten Akt übertragen und die überleitende Rezitativ-Kadenz tatsächlich von E nach G verändert wurde. Auf der anderen Seite fiel eine andere Capelli-Arie, Qual senza Stella, die im dritten Akt erklingen sollte, dem Rotstift zum Opfer, und das davor befindliche Rezitativ musste völlig umgeschrieben werden.
An einigen Rollen sind aber in der Probenphase nur sehr wenige Veränderungen von Händels ursprünglicher Konzeption gemacht worden, weil bereits geeignete Arien aus Opern von Vinci und Hasse für einige Sänger (Merighi, Bertolli) vorgesehen waren. Beispielsweise sang die Merighi nur Arien, die eigens für sie komponiert worden waren: drei davon stammten aus Hasses Attalo, Re di Bitinia (Neapel 1728). In diesem Fall scheint der Sängerin Wunsch mit Händels konzeptionellen Vorstellungen übereingestimmt zu haben. Die Arien des Tenors, Fabri, stammten aus dem Venediger Pasticcio von 1722 und blieben unverändert. Von allen Pasticci, die Händel in London aufführte, ist Venceslao das musikalisch uneinheitlichste. Dies gilt vor allem für die Rolle des Casimiro, die für Bernacchi vorgesehen war, der vier der sechs Arien schon in Vincis Medo (Parma 1728) gesungen hatte. Diese Arien sind also speziell für Bernacchi und seinen sehr individuellen Gesangsstil entworfen worden. Händel muss also Aufführungen des Venceslao schon vor Mai 1730 (danach verließ Bernacchi London) im Auge gehabt haben, möglicherweise sogar schon 1729. Als Senesino schon längst wieder „seinen“ Platz in Händels Opernensemble eingenommen hatte, überstand keine der Arien Bernacchis die Anpassung an die neue Situation: so wurden beispielsweise zwei weitere Arien aus Lottis Alessandro Severo von 1717 aufgenommen, die Senesino schon gesungen hatte, als Händel ihn 1719 in Dresden kennenlernte. Die Strada, die auch schon die Erenice in Portas Version (Neapel 1726) gesungen hatte, war aber entweder nicht willens oder nicht in der Lage auch nur eine der Arien zu singen, die Händel für die Rolle vorgesehen hatte.
Es ist bemerkenswert, dass der ursprüngliche Text vieler Arien nicht korrigiert und erst in letzter Minute mit Bleistift unter die Musik geschrieben wurde. Händel selbst wird wohl der Verfasser dieser Textkorrekturen sein.

### Musiknummern und ihre Vorlagen
Die Oper enthält die folgenden Musikstücke:
- Sinfonia – unbekannte Vorlage

Erster Akt
- Ouvertüre – Antonio Lotti: Alessandro Severo, Venedig, 1717
- Nr. 1. Arie (Ernando): „Se a danni miei“ – Leonardo Vinci: Stratonica (Pasticcio), Neapel 1727
- Nr. 2. Arie (Venceslao): „Se tu vuoi dar legge al mondo“ – ?
- Nr. 3. Accompagnato (Casimiro): „Che farò?“
- Nr. 4. Arie (Casimiro): „Quell’odio che in mente“ – Leonardo Vinci: Medo, Parma 1728 (= „Quel fiume che in mondo“)
- Nr. 5. Arie (Lucinda): „Lascia il lido“ – ? Nicola Porpora: Amare per regnare, Neapel 1723
- Nr. 6. Arie (Erenice): „Io sento al cor“ – Geminiano Giacomelli: Lucio Papirio dittatore, Parma 1729 (= „Tornare ancor“)
- Nr. 7. Arie (Venceslao): „Ecco l’alba“ – ? unbekannte Vorlage
- Nr. 8. Arie (Lucinda): „Per mia vendetta“ – Giuseppe Maria Orlandini: Antigona (La fedeltá coronata), Bologna 1727 (= „Se morir deggio ingrato“)
- Nr. 9. Arie (Erenice): „Son belle in ciel“ – Giovanni Porta: Ulisse, Venedig 1725
- Nr. 10. Arie (Casimiro) „D’ira armato il braccio fome“ – Leonardo Vinci: Medo, Parma 1728 (= „Vengo a voi, funesti orrori“)

Zweiter Akt
- Nr. 11. Accompagnato (Lucinda): „In questa, o sommi Dei, fatale arena“
- Nr. 12. Arie (Venceslao): „Nel seren di quel sembiante“ – ? Pasticcio Venceslao, Venedig 1722
- Nr. 13. Arie (Lucinda): „Con bella speme“ – Johann Adolph Hasse: Attalo re di Bitinia, Neapel 1728 (= „Con dolce frode“)
- Nr. 14. Arie (Erenice): „Lascia cadermi in volto“ – Johann Adolph Hasse: Artaserse, Venedig 1730
- Nr. 15. Arie (Casimiro): „Parto, e mi sento“ – Leonardo Vinci: Medo (= „Taci, o di morte non mi parlar“, Parodietext von Händel an dieser Stelle der Direktionspartitur mit Bleistift eingefügt)
- Nr. 16. Arie (Lucinda): „La vaga luccioletta“ – Johann Adolph Hasse: Attalo re di Bitinia, Neapel 1728
- Nr. 17. Arie (Ernando): „Vuò ritrar della tempesta“ – unbekannte Vorlage
- Nr. 18. Accompagnato (Casimiro): „Ove siete?“
- Nr. 19. Sinfonia (Fragment)
- Nr. 20. Arie (Casimiro): „Vado costante della mia morte“ – Giovanni Maria Capelli, auch in Leonardo Vinci: Medo (= „Nella foreste leone invitto“)
- Nr. 21. Arie (Erenice): „Come nave in ria tempesta“ – Nicola Porpora: Semiramide regina dell’ Assiria, Neapel 1724

Dritter Akt
- Nr. 22. Accompagnato (Lucinda): „Correte a rivi, a fiumi, amore, la crime“
- Nr. 23. Arie (Lucinda): „Corro, volo, e dove“ – Johann Adolph Hasse: Attalo re di Bitinia, Neapel 1728
- Nr. 24. Arie (Ernando): „Spero al fin che il cielo irato“ – Johann Adolph Hasse: Gerone tiranno di Siracusa, Neapel 1727 (= „Sappi poi cheil cielo irato“)
- Nr. 25. Arie (Casimiro): „De te se mi divide“ – Antonio Lotti: Alessandro Severo, Venedig 1717 (= „Da te tu mi dividi“)
- Nr. 26. Arie (Venceslao): „Balenar con giusta legge“ – ? Pasticcio Venceslao, Venedig 1722
- Nr. 27. Arie (Erenice): „Del caro sposo“ – Giovanni Maria Capelli: Venceslao, Parma 1724
- Nr. 28. Chor: „Fausti Numi“
- Nr. 29. Arie (Casimiro): „Fido amor, non più lamenti“ – Antonio Lotti: Alessandro Severo (= „Fidi amori, or sì dolenti“)
- Nr. 30. Chor: „Di Re giusto viva il figilio, viva sposo, e viva Re“

## Händel und das Pasticcio
Das Pasticcio war für Händel eine Quelle, von der er in den folgenden Jahren häufiger Gebrauch machte. Sie waren weder in London noch auf dem Kontinent etwas Neues, aber Händel hatte bisher nur eines, L’Elpidia, im Jahre 1724 herausgebracht. Jetzt lieferte er innerhalb von fünf Jahren gleich sieben weitere: Ormisda 1729/30, Venceslao, Lucio Papirio dittatore, Catone im Jahre 1732/33 und nicht weniger als drei, Semiramide riconosciuta,  Caio Fabbricio und Arbace, 1733/34.
Händels Arbeitsweise bei der Konstruktion der Pasticci war sehr unterschiedlich, alle Stoffe aber basieren auf in den europäischen Opernmetropolen vertrauten Libretti von Zeno oder Metastasio, denen sich viele zeitgenössische Komponisten angenommen hatten – vor allem Leonardo Vinci, Johann Adolph Hasse, Nicola Porpora, Leonardo Leo, Giuseppe Orlandini und Geminiano Giacomelli. Händel komponierte die Rezitative oder bearbeitete bereits vorhandene aus der gewählten Vorlage. Sehr selten schrieb er eine Arie um, in der Regel, um sie einer anderen Stimmlage und Tessitur anzupassen. So etwa in Semiramide riconosciuta, wo er eine Arie für einen Altkastraten, Saper bramante (Nr. 14), für den Bassisten Gustav Waltz völlig umkomponierte, weil für ihn eine einfache Oktavtransposition (wie seit den 1920er Jahren bis heute teilweise üblich) keine Option war. Wo es möglich war, bezog er das Repertoire des betreffenden Sängers in die Auswahl der Arien mit ein. Meist mussten die Arien, wenn sie von einem Zusammenhang in den anderen transferiert oder von einem Sänger auf den anderen übertragen wurden, transponiert werden. Auch bekamen diese mittels des Parodieverfahrens einen neuen Text. Das Ergebnis musste durchaus nicht immer sinnvoll sein, denn es ging mehr darum, die Sänger glänzen zu lassen, als ein stimmiges Drama zu produzieren. Abgesehen von Ormisda und Elpidia, die die einzigen waren, welche Wiederaufnahmen erlebten, waren Händels Pasticci nicht besonders erfolgreich – Venceslao und Lucio Papirio dittatore hatten nur je vier Aufführungen – aber wie auch Wiederaufnahmen erforderten sie weniger Arbeit als das Komponieren und Einstudieren neuer Werke und konnten gut als Lückenbüßer oder Saisonstart verwendet werden oder einspringen, wenn eine neue Oper, wie es bei Partenope im Februar 1730 und Ezio im Januar 1732 der Fall war, ein Misserfolg war.
Händels Pasticci haben ein wichtiges gemeinsames Merkmal: Die Quellen waren allesamt zeitgenössische und populäre Stoffe, welche in jüngster Vergangenheit von vielen Komponisten, die im „modernen“ neapolitanischen Stil setzten, vertont worden waren. Er hatte diesen mit der Elpidia von Vinci in London eingeführt, und später verschmolz dieser Stil mit seiner eigenen kontrapunktischen Arbeitsweise zu jener einzigartigen Mischung, welche seine späteren Opern durchdringen.

## Orchester
Zwei Oboen, zwei Fagotte, zwei Corni da caccia, Trompete, Streicher, Basso continuo (Violoncello, Laute, Cembalo).